# Округ Форест (Мисисипи)
Форест (енгл. Forrest County) је округ у америчкој савезној држави Мисисипи.

## Демографија
По попису из 2010. године број становника је 74.934, што је 2.33 (3,2%) становника више него 2000. године.
| Група             | 2000.          | 2010.          |
| Белци             | 46.225 (63,7%) | 43.766 (58,4%) |
| Афроамериканци    | 24.360 (33,6%) | 27.082 (36,1%) |
| Азијати           | 536 (0,7%)     | 498 (0,7%)     |
| Хиспаноамериканци | 912 (1,3%)     | 2.637 (3,5%)   |
| Укупно            | 72.604         | 74.934         |